# Polystichum tripteron
Polystichum tripteron là một loài thực vật có mạch trong họ Dryopteridaceae. Loài này được (Kunze) C. Presl miêu tả khoa học đầu tiên năm 1851.

## Hình ảnh

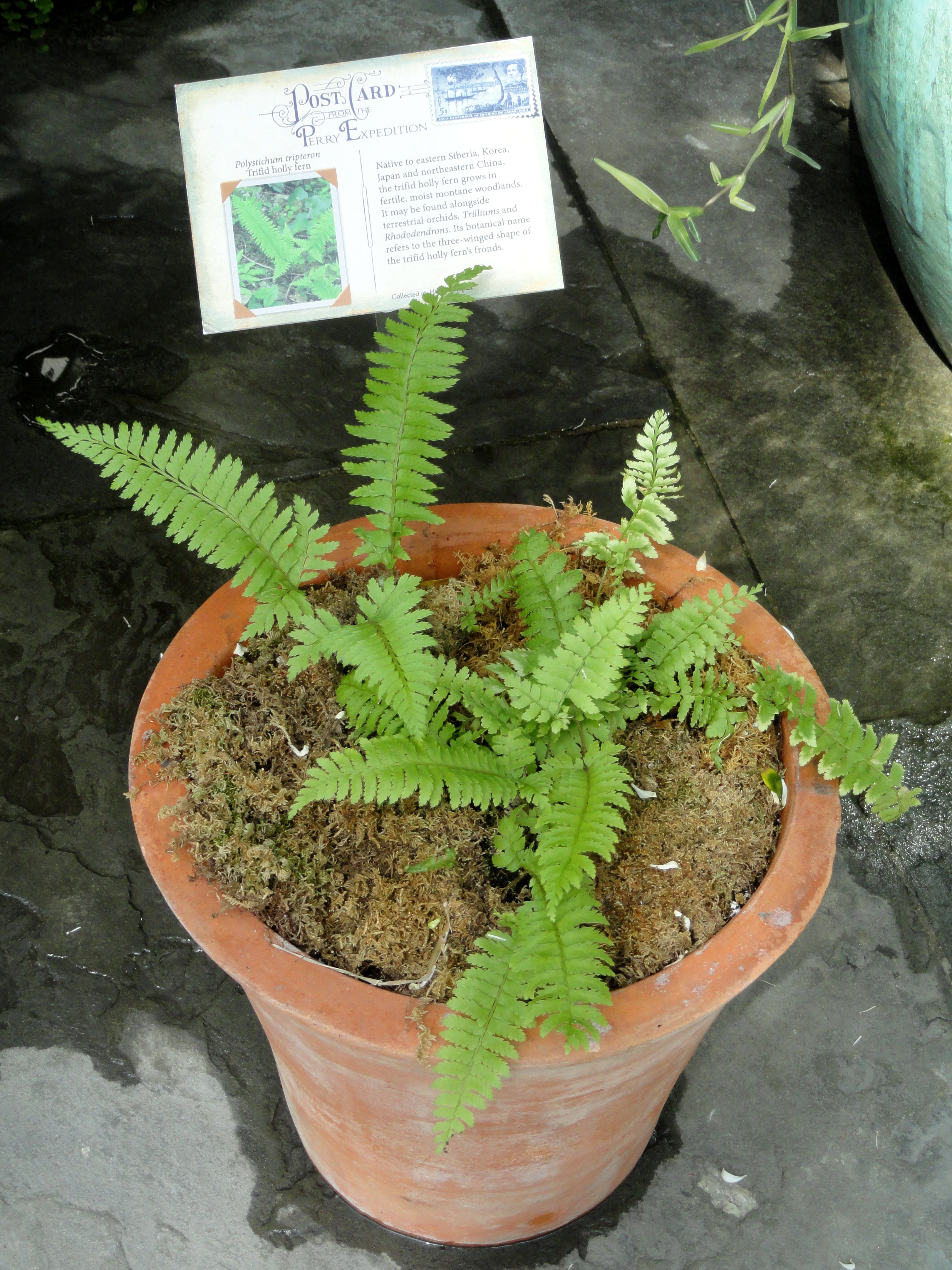
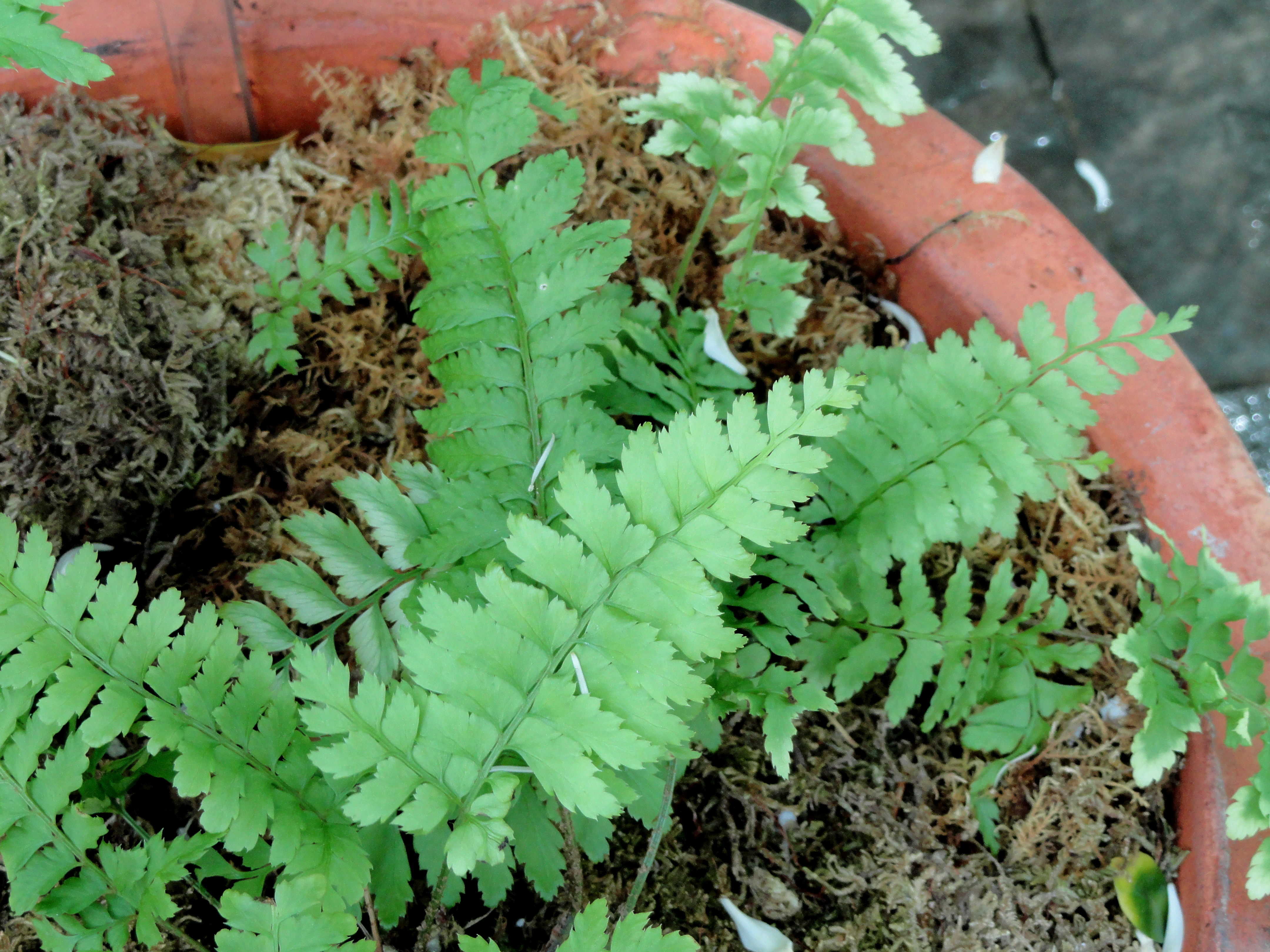
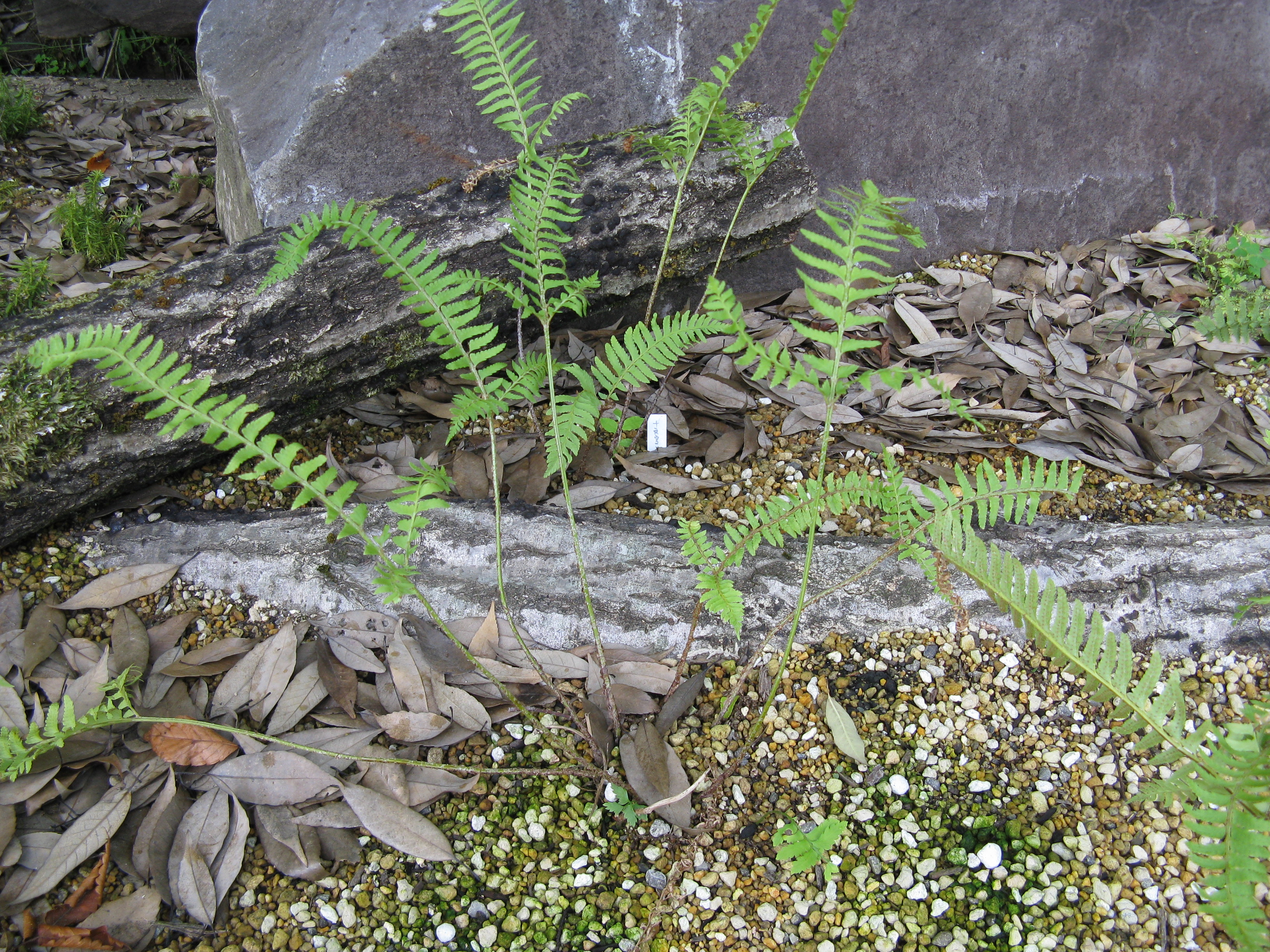